# Клан Монтгомери
Монтгомери — один из кланов равнинной части Шотландии.

## Происхождение
Клан Монтгомери возник в Уэльсе и переселился в Шотландию в 12 веке в качестве вассалов Фицаланов. Клан получил своё имя по названию земель в Уэльсе, скорее всего от баронства Монтгомери, которое было расположено на землях Фицаланов около Шропшира. Нет никаких доказательств о родстве клана Монтгомери c одноимённым семейством графов Шрусбери, которые именуются так из-за земель находящихся в Кальвадосе, Нормандия.

## История клана
Первым из Монтгомери в Шотландии был Роберт де Монтгомери (ум. ок. 1178), который в XII веке получил во владение земли Иглешэм в Ренфрушире. Он был сыном или внуком Арнульфа де Монтгомери и Лафракот О’Брайен, дочери короля Ирландии (Мюнстера); а его женой была Марджори, вероятно, дочь первого наследного стюарта Шотландии, Уолтера ФицАлана (предка Стюартов). Его потомок, Джон Монтгомери, 7-й лэрд Иглешэм, был великим воином, в 1388 году захватившим в плен Генри «Хотспура» Перси при Оттерберне. На выкуп за Перси он построил замок Полнун, а благодаря браку с Элизабет Эглинтон, приобрел баронства Эглинтон и Ардроссан в Эршире. Его внук, сэр Александр, губернатор Кинтайра и Напдейла, в 1445 году стал лордом Монтгомери, членом королевского совета и был предком Монтгомери из Скелморли. Другая ветвь Монтгомери, в 1801 году получившая титул баронета, происходят от Роберта, младшего брата сэра Александра.
Хью, 3-й лорд Монтгомери, в 1507 году стал графом Эглинтон. Он был среди тех, кто выступал против Якова III, и сражался при Сохиберне в 1488 году. Он также получил остров Арран и должность хранителя замка Бродик. Его брат, Роберт, был предполагаемым предком графов Александер в Ирландии. В конце XVI века они переселились в Ирландию и основали там льняное и шерстяное производство, в том числе клетчатой ткани.
Во время Реформации 3-й граф Монтгомери оставался набожным католиком и сражался на стороне Марии I Стюарт в 1568 году при Лангсайде. Он был объявлен виновным в измене и заключен в тюрьму замка Даун. Когда он освободился, то пытался обеспечить безопасность и терпимость католиков после Реформации. Его дочь, леди Маргарет, вышла замуж за Роберта Сетона, первого графа Винтона, сторонника ковенантеров во время гражданской войны, и именно их сын, Александр Сетон, в 1612 году взял фамилию Монтгомери и стал 6-м графом Эглинтон. Он был сторонником пресвитериан и приверженцем Карла II. За свои роялистские убеждения в 1659 году, после смерти Кромвеля, он был заключен в тюрьму генералом Монком. Однако уже в следующем году именно Монк восстановил монарха на троне. 9-й граф был одним из членов Тайного Совета короля Вильгельма Оранского, а позже — королевы Анны, и в ходе восстания 1715 года активно занимался обучением королевского ополчения Эршира. 11-й граф участвовал в формировании 77-го Горского пехотного полка. Арчибальд, 13-й граф Эглинтон, был известен своим знаменитым турниром в замке Эглинтон в 1839 году и в 1859 году также унаследовал (как наследник Сетонов) титул графа Винтона. Но он никогда не являлся главой семейства Сетонов, так как носил фамилию Монтгомери.
Монтгомери и Каннингемы состояли во вражде, одной из самых продолжительных в истории Шотландии. В XVI веке усадьба Эглинтон была сожжена, а 4-й граф был убит Каннингемами, пока эта вражда не была улажена правительством.